# Zajci
 Zajci  (olaszul: Zaici) falu Horvátországban, Isztria megyében. Közigazgatásilag Pićanhoz tartozik.

## Fekvése
Az Isztriai-félsziget közepén, Pazintól 14 km-re délkeletre, községközpontjától 2 km-re keletre, a Čepić-mező nyugati szélén fekszik.

## Története
A településnek 1880-ban 246, 1910-ben 284 lakosa volt. Az első világháború után Olaszország része lett, majd a második világháborút követően Jugoszláviához csatolták. Jugoszlávia felbomlása után 1991-ben a független Horvátország része lett. 1993-ig Labin községhez tartozott, azóta Pićan község része. Lakói főként mezőgazdasággal és állattartással foglalkoztak. 2011-ben 242 lakosa volt.

## Lakosság
| Lakosság változása | Lakosság változása | Lakosság változása | Lakosság változása | Lakosság változása | Lakosság változása | Lakosság változása | Lakosság változása | Lakosság változása | Lakosság változása | Lakosság változása | Lakosság változása | Lakosság változása | Lakosság változása | Lakosság változása | Lakosság változása |
| ------------------ | ------------------ | ------------------ | ------------------ | ------------------ | ------------------ | ------------------ | ------------------ | ------------------ | ------------------ | ------------------ | ------------------ | ------------------ | ------------------ | ------------------ | ------------------ |
| 1857               | 1869               | 1880               | 1890               | 1900               | 1910               | 1921               | 1931               | 1948               | 1953               | 1961               | 1971               | 1981               | 1991               | 2001               | 2011               |
| 0                  | 0                  | 246                | 249                | 266                | 284                | 0                  | 0                  | 328                | 328                | 324                | 285                | 297                | 268                | 282                | 242                |